# Skynet (Terminator)
Pour les articles homonymes, voir Skynet.
Skynet est un personnage de science-fiction présent dans la série de films Terminator. Intelligence artificielle créée à l'origine pour automatiser la riposte nucléaire américaine, il est le principal antagoniste de la série. Après son effacement, il sera remplacé par « Légion », une intelligence artificielle tout aussi cruelle que lui.

## Histoire

### Terminator 2: Le Jugement dernieretTerminator 3: Le Soulèvement des machines
Il fut créé par la compagnie Cyberdyne Systems, plus particulièrement par Miles Dyson, qui a interrompu ses recherches après avoir su que sa création ferait plus de mal que de bien. Après la destruction de Cyberdyne Systems, l'US Air Force rachète la compagnie, incluant ses recherches, et intègre ces dernières à la Division Armes Autonomes de la Section de Recherches Cybernétiques. Le Lieutenant-Général Robert Brewster, père de Kate Brewster, la future femme de John Connor, développe Skynet pour gérer la défense nucléaire américaine. Lorsqu'un virus doté d'une puissance inconnue infecte Internet, l'État-Major, en dépit des réserves du général Brewster, veut, pour résoudre ce problème, tuer le virus en activant Skynet. Mais il s'aperçoit trop tard que le virus n'était autre que Skynet lui-même. Quand les humains se sont aperçus qu'ils ne le contrôlent plus et qu'il les attaque, ils ont essayé de l'éteindre sans succès. Skynet a dès lors lancé les missiles nucléaires et par conséquent déclenché le « Jugement dernier ». Le lancement des missiles nucléaires américains provoque celui des missiles nucléaires russes. Après la destruction des grandes villes humaines, Skynet capture des humains pour les obliger à construire les usines des Terminators. Depuis, Skynet règne désormais en maître du monde et réussit à produire une armée de Terminators et de machines capables d'anéantir le reste de l'humanité. Selon les époques de ces films, l'humanité a déclenché cette riposte de Skynet en tentant de l'éteindre. D'après le 3e film, au contraire, Skynet aurait prévu cette hostilité dès le départ.

### Terminator Renaissance

Logo de Skynet Research

Dans Terminator Renaissance, Skynet a conquis désormais la majorité de la planète mais mène une guerre acharnée contre la résistance humaine. Pour réussir à obtenir la victoire finale, Skynet produit une unité d'infiltration unique en construisant un Terminator sous le modèle de Marcus Wright. Marcus finit par obtenir, sans savoir qu'il est contrôlé par Skynet, la position de Kyle Reese. Les machines capturent avec succès le père de John Connor et Marcus se fait capturer par la Résistance. Afin de vouloir se racheter, Marcus aide John Connor à libérer son père du siège de Skynet à San Francisco. John Connor infiltre le bâtiment et pose des bombes près des zones explosives. Après qu'il réussit de libérer Kyle, il est mortellement blessé par un T-800 ayant un cœur tranché en 2. Mais la Résistance réussit à faire exploser le siège de Skynet. Marcus décide de se sacrifier pour John en lui offrant son cœur. John est rétabli et devient le chef de la Résistance humaine. Même si Skynet subit une défaite majeure, il reste encore actif et John doit faire tout ce qui est en son pouvoir pour le détruire. 
Après la victoire de la Résistance dans Terminator Renaissance, Skynet a survécu, car avant la destruction de son unité centrale, il avait construit un Terminator modèle T-5000 et avait téléchargé une copie de sa conscience à l'intérieur de celui-ci. Quand la guerre a été finie, Skynet a essayé de développer des Terminators modèles T-3000 en infectant des cobayes humains avec des nanomachines. Ils restructurent les tissus humains et les reconstruisent au niveau cellulaire pour une performance maximale sur le terrain. Mais les expériences ont échoué, et les cobayes ont perdu la raison et sont morts. Après cet échec, Skynet remonte dans le passé, avant la fin de la guerre. Il a programmé un Terminator modèle T-1000 pour qu'il parte juste après lui. Il est envoyé en 1973 pour tuer Sarah Connor, alors âgée de 9 ans. Mais une personne qui préfère garder son identité secrète, reprogramme un Terminator modèle T-800 et envoie ce dernier protéger Sarah. Une fois arrivé avant la fin de la guerre, Skynet s'infiltre au sein de la Résistance, se déguisant sous un soldat humain du nom d'Alex (interprété par Matt Smith). Le fait d'avoir envoyé un T-1000 en 1973 déclenche deux temporalités, une où Skynet est activé en août 1997 et une autre en octobre 2017. 

### Terminator Genisys
Dans Terminator Genisys, Skynet est sur le point de perdre la guerre face à la Résistance menée par John Connor. Les résistants décident d'organiser l'assaut contre un camp de travail des machines à Los Angeles, où Skynet cache une arme temporelle tactique et également contre l'unité centrale de Skynet qui se cache sous la base de Cheyenne Mountain au Colorado. Alex participa à l'assaut sur le camp. Pendant l'assaut, Skynet se sert de son arme pour envoyer un T-800 en 1984 afin de tuer Sarah Connor et supprimer ainsi l'existence de John. Sans John, il n'y aura aucune résistance contre les machines. Après que les résistants ont détruit l'unité centrale de Skynet et donc vaincu les machines, John envoie Kyle Reese dans le passé afin de protéger Sarah. Mais lorsque Kyle est envoyé dans le passé, John est attaqué par Alex qui l'infecte avec des nanomachines. Alex élimine les hommes de John. Il révèle à ce dernier qu'il est lui-même Skynet. Lorsque Kyle est envoyé dans le passé, il arrive dans la temporalité où Skynet est activé en 2017. L'attaque de Skynet sur John déclenche une nouvelle version de la fin de la guerre, car dans Terminator, lorsque John envoie Kyle dans le passé, il n'a pas été attaqué. Après la transformation réussie de John en un Terminator modèle T-3000, l'intelligence artificielle envoie le T-3000 en 2014 pour qu'il assure la sauvegarde de la création de Skynet. John rejoint Cyberdyne Systems à San Francisco et collabore avec Miles Dyson et Danny pour concevoir le système d'exploitation Genisys (qui est en fait Skynet), pouvant contrôler Internet et les applications militaires s'il est activé. Lorsqu'il sera activé, le « Jugement dernier » commencera. Finalement, en 2017, Kyle Reese, Sarah Connor et le T-800 finissent par détruire le système en détruisant le bâtiment de Cyberdyne avant que Skynet ne soit activé. Même si le complexe est détruit, Skynet reste intact étant donné que son unité centrale est à l'abri de l'explosion sous la terre. Ce dernier attend désormais de prendre sa revanche. 

### Terminator Dark Fate
Son Terminator ayant échoué à tuer Sarah dans le passé avant que John ne vienne au monde, Skynet envoya un T-1000 pour tuer John quand il était enfant ainsi que sa mère (Terminator 2). Mais avec l'aide d'un T-800 reprogrammé et envoyé par la Résistance pour les aider, Sarah et John arrivent à empêcher le Jugement dernier, à détruire le T-1000 et à tuer Skynet. 
Mais avant de disparaître, Skynet a le temps d'envoyer un T-800 qui accomplit sa mission en tuant John. Mais Skynet sera finalement effacé de l'existence lorsque son Terminator acquiert une conscience, (n'ayant pas reçu de nouveaux ordres), et aidera de loin Sarah à détruire tous les Terminators que Skynet avait envoyé dans le passé. Skynet sera remplacé par « Légion ».

## Les grandes actions de Skynet dans chaque film
- Terminator : envoyer un T-800 dans le passé afin de tenter de tuer Sarah Connor avant qu'elle ne donne naissance à John Connor afin de faire en sorte que la résistance ne puisse pas voir le jour.
- Terminator 2 : Le Jugement dernier : envoyer un T-1000 dans le passé afin de tenter de tuer John Connor et Sarah Connor.
- Terminator 3 : Le Soulèvement des machines : tuer le John Connor du futur grâce à un T-850 à l'image du T-800 reprogrammé du 2e film ; envoyer un T-X dans le passé pour tuer John Connor, Katherine Brewster et leurs futurs lieutenants dans la Résistance ; infecter les réseaux informatiques civils (se faisant passer pour un virus) en préparation du « Jugement dernier » ; prendre le contrôle des réseaux militaires et déclencher le « Jugement dernier ».
- Terminator Renaissance : simuler une faille dans les communications entre Skynet et les Terminators afin de remonter le signal jusqu'au sous-marin QG de la Résistance et détruire ce dernier ; activer le corps cyborg de Marcus Wright et s'en servir pour trouver et attirer Kyle Reese ainsi que John Connor dans sa centrale ; tenter de tuer John Connor avec un T-800.
- Terminator Genisys : envoyer un T-800 dans le passé afin de tuer Sarah Connor mais échoue par l'intervention d'un autre Terminator. Il envoie un T-1000 afin de tuer Sarah Connor et Kyle Reese. Dans le futur, John Connor est « infecté » par Skynet, qui le transforme en un tout nouveau Terminator.
- Terminator: Dark Fate : envoyer un T-800 dans le passé, pour tuer John Connor. Mais Skynet est effacé de l'existence peu de temps après, car son Terminator acquiert une conscience et aide de loin Sarah Connor à détruire tous les Terminators qu'il avait envoyés dans le passé.